# (76803) 2000 PK30
2000 بي كي 30 (ويعرف أيضًا باسم (76803) 2000 بي كي 30 وفق تسمية الكوكب الصغير) (بالإنجليزية: 2000 PK30)‏ هو كويكب ضمن حزام الكويكبات؛ وترتيبه 76803 من حيث الاكتشاف.
اكتُشف هذا الجُرم الفلكي بواسطة ماثيو هولمان في 5 أغسطس 2000.

## وصلات خارجية
- (76803) 2000 PK30 في قاعدة بيانات مختبر الدفع النفاث لأجرام النظام الشمسي الصغيرة

- الاكتشاف · مخطط المدار ·  العناصر المدارية · المعلمات المادية

- (76803) 2000 PK30 على موقع ويكي سكاي: DSS2, SDSS, GALEX, IRAS, Hydrogen α, X-Ray, Astrophoto, Sky Map, Articles and images